# Maladie de Crawford
Pour les articles homonymes, voir Crawford.
 Mise en garde médicale
La maladie de Crawford est une maladie caractérisée par une éruption rubéoliforme non prurigineuse avec fièvre, vomissements, douleurs abdominales, céphalées (réaction méningée) qui dure de 2 à 7 jours.
Elle est provoquée par le virus Echo 9.

## Traitement
La guérison est spontanée, le traitement est symptomatique sur la fièvre et les troubles digestifs (antalgiques, antipyrétiques).